# Muzeum Geologiczne Państwowego Instytutu Geologicznego - Państwowego Instytutu Badawczego
Muzeum Geologiczne Państwowego Instytutu Geologicznego - Państwowego Instytutu Badawczego – muzeum mieszczące się w budynku Państwowego Instytutu Geologicznego w Warszawie przy ul. Rakowieckiej 4 (wejście od ul. Wiśniowej).

## Historia

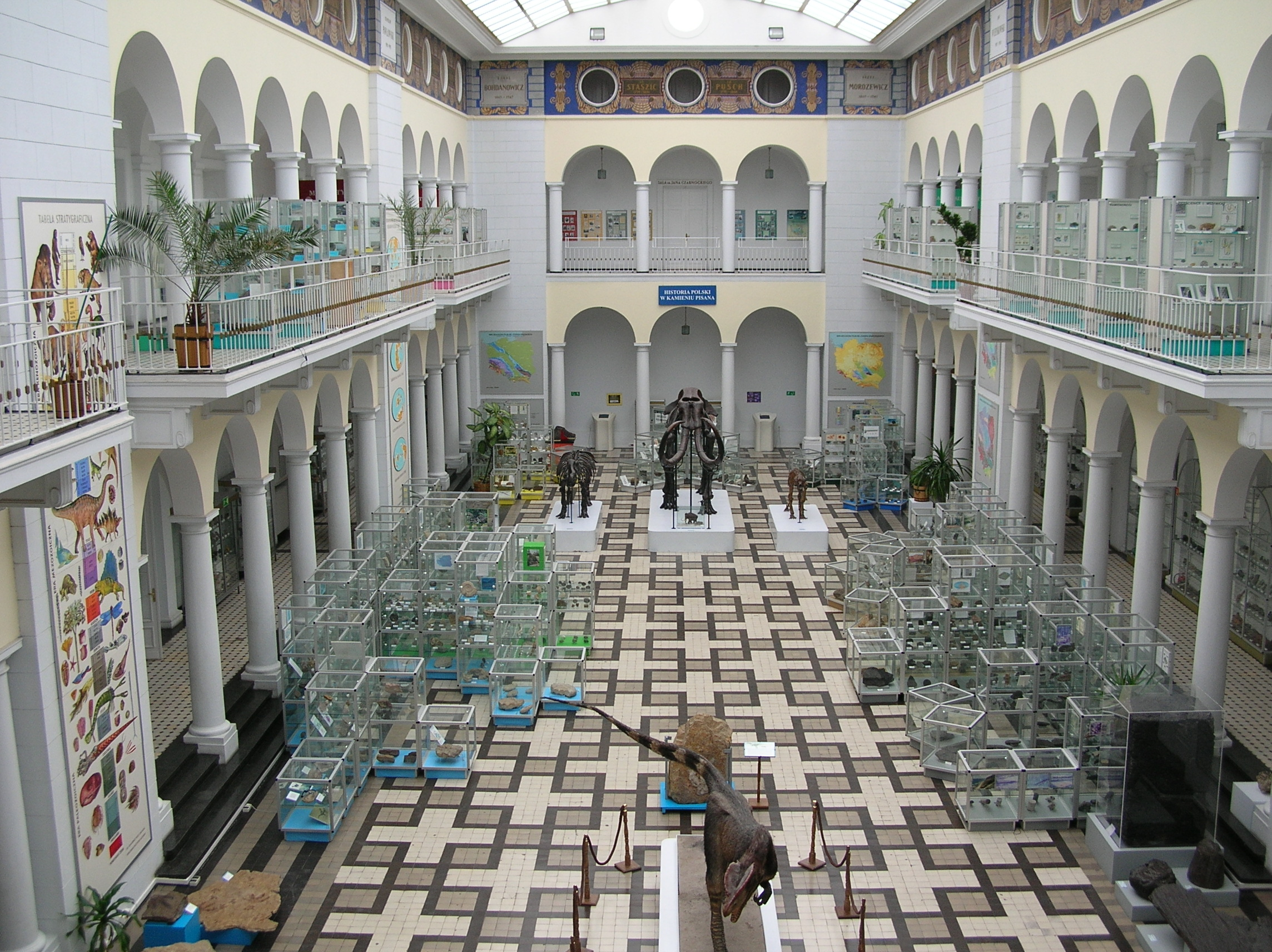
Główna sala wystawowa

Muzeum powstało w 1919. Mieści się w zabytkowym gmachu wybudowanym w latach 1925–1930 według projektu Mariana Lalewicza.

## Zbiory
W Muzeum znajduje się 8 tematycznych wystaw stałych:
- Materia Ziemi
- Historia Polski w kamieniu pisana
- Surowce mineralne Polski
- Skamieniały Świat
- Magmatyzm
- Sedymentacja i diageneza
- Metamorfizm
- Państwowy Instytut Geologiczny 1919–1999

Ponadto w głównej sali wystawowej umieszczono zmontowane szkielety mamuta włochatego (Mammuthus primigenius Blumenbach) i nosorożca włochatego (Coelodonta antiquitatis Blumenbach) z Górnego Śląska, niedźwiedzia jaskiniowego (Ursus spelaeus Rosenmüller) z jaskiń ojcowskich. Znajduje się tam również model dinozaura − dilofozaura (Dilophosaurus wetherilli) wykonany przez Martę Szubert i nazywany zwyczajowo Dyziem.
W muzeum tym wystawione są tropy dinozaurów znalezione w pobliżu Gór Świętokrzyskich.
Ogółem na wystawie zgromadzono ok. 4,5 tys. eksponatów.

## Galeria

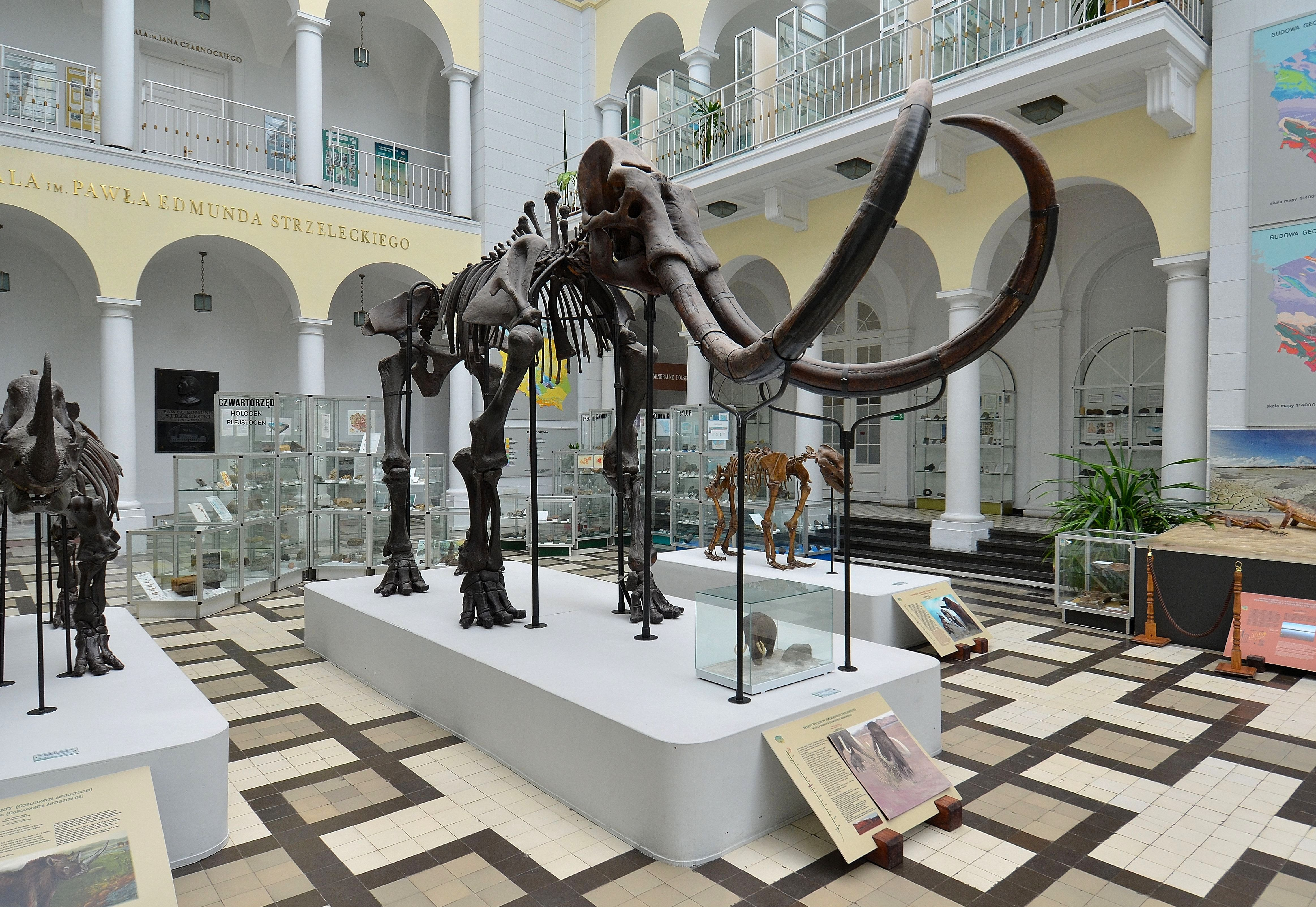
Mamut włochaty (Mammuthus primigenius Blumenbach)
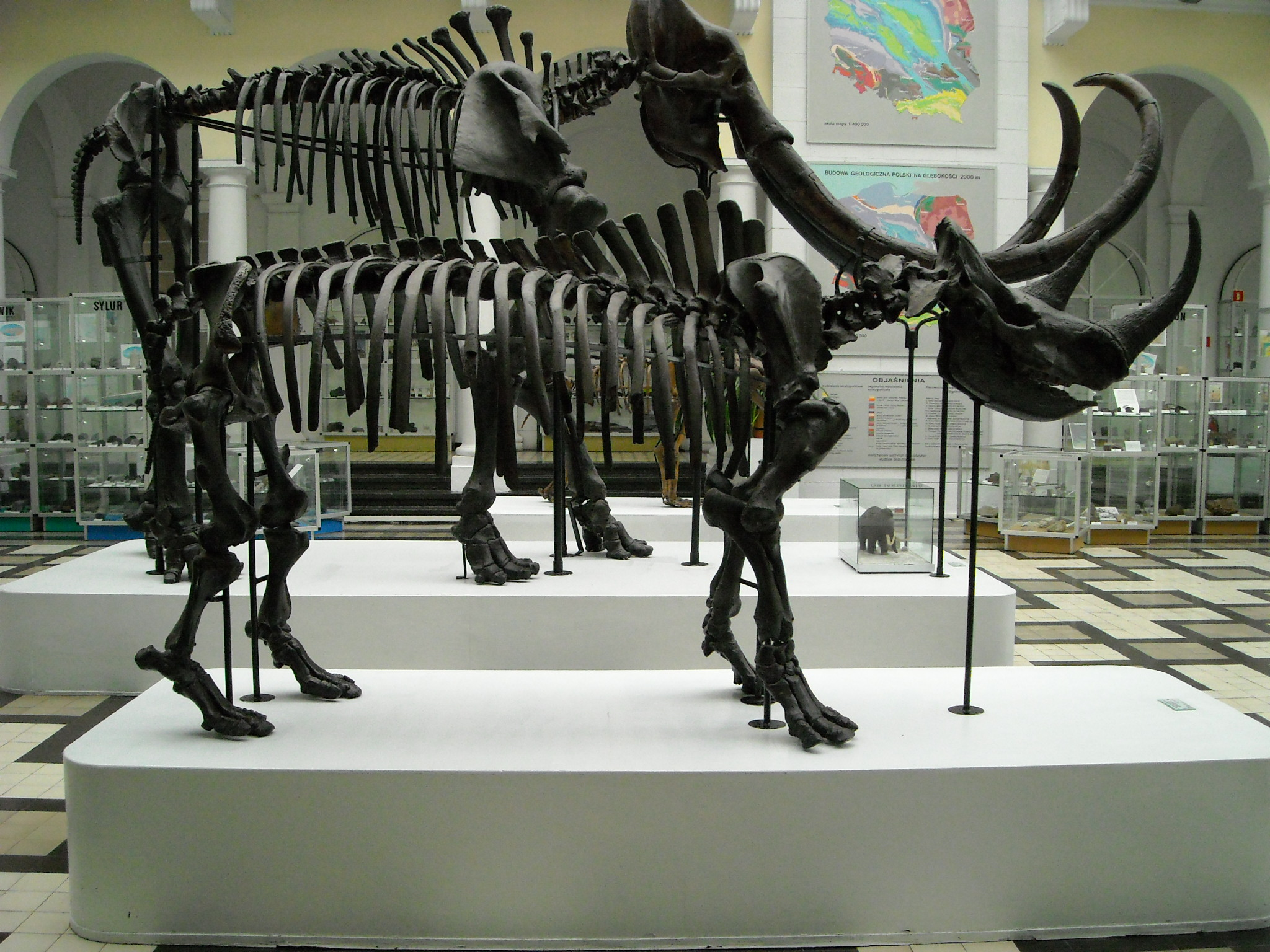
Nosorożec włochaty (Coelodonta antiquitatis Blumenbach) z Górnego Śląska
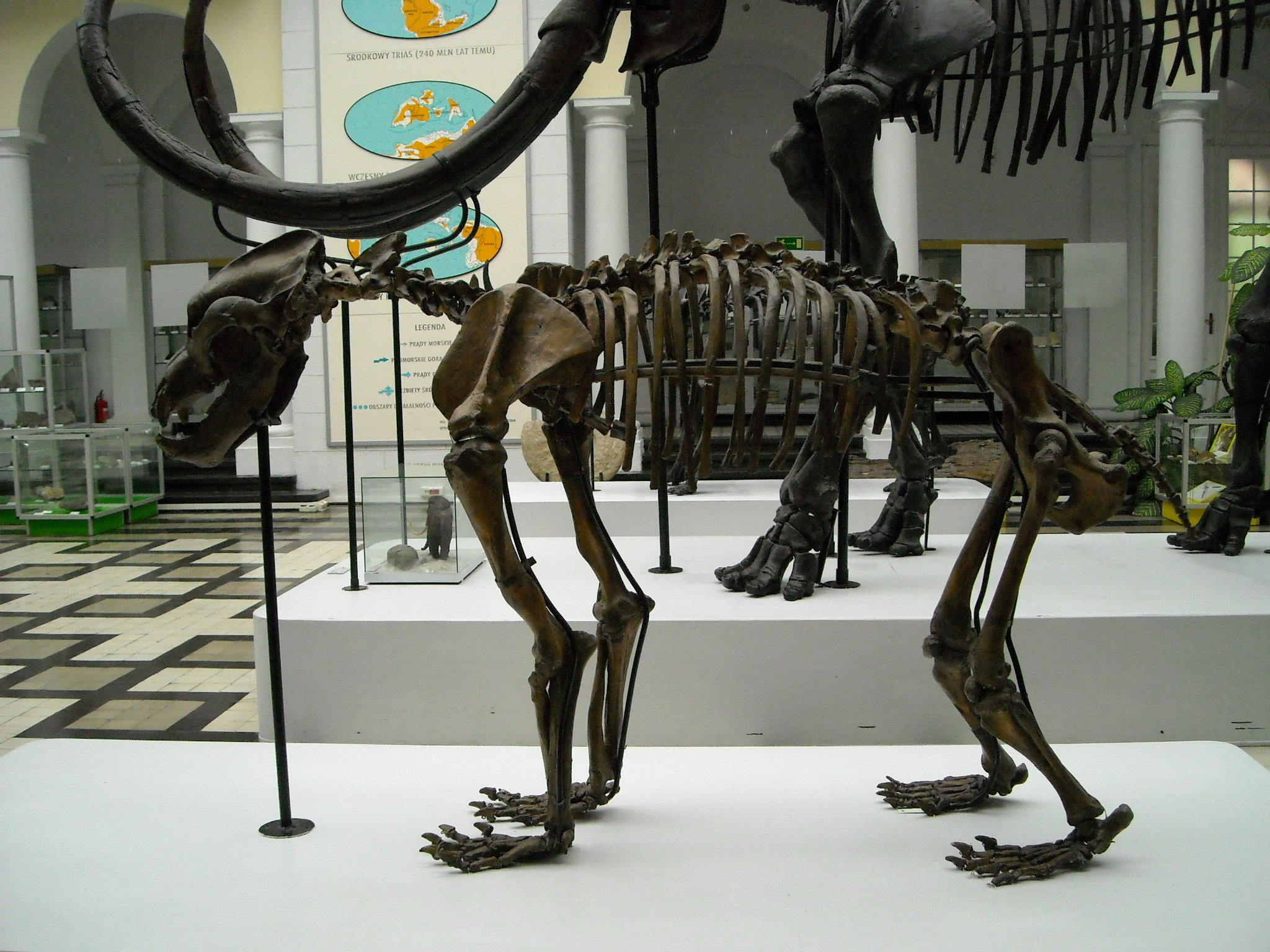
Niedźwiedź jaskiniowy (Ursus spelaeus Rosenmüller) z jaskiń ojcowskich
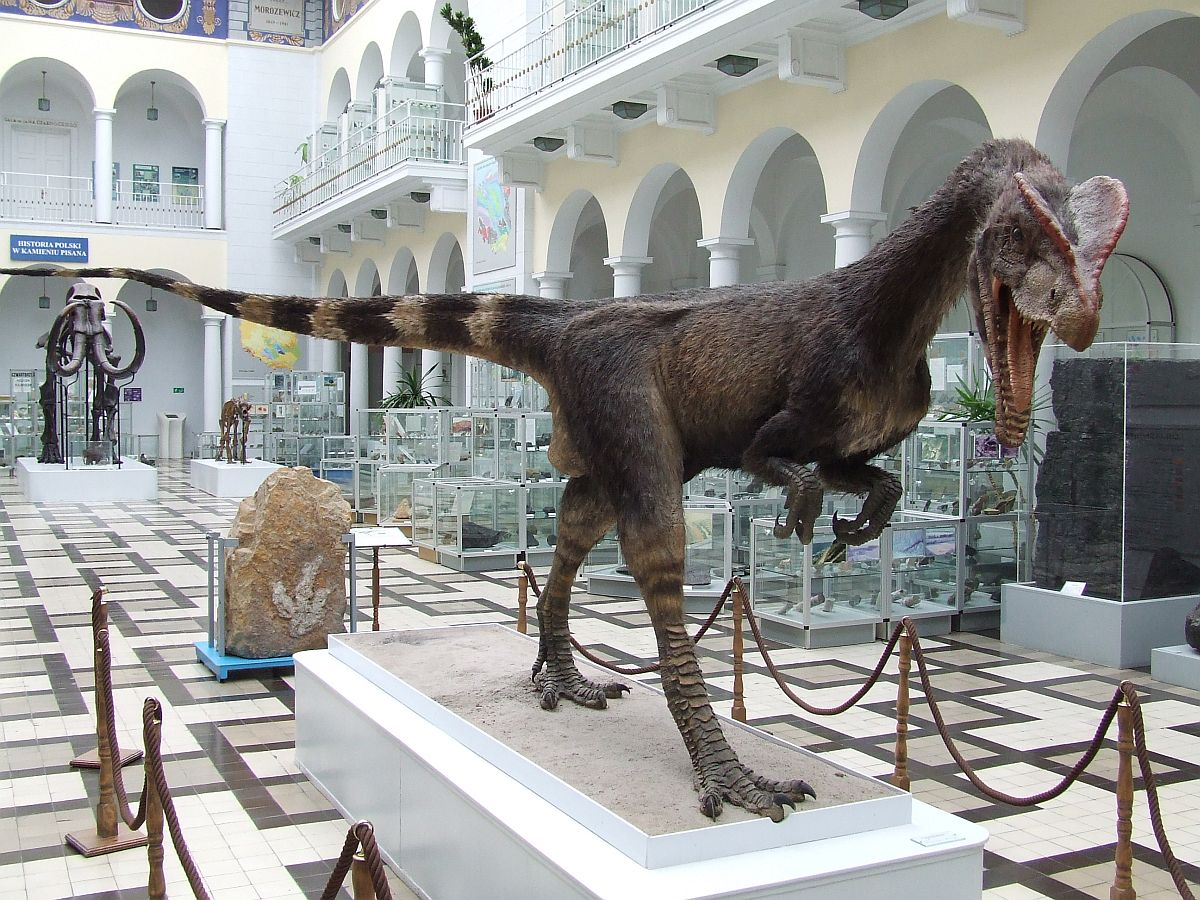
Model dinozaura – dilofozaura (Dilophosaurus wetherilli)